# Lista över fiktiva möss och råttor
Detta är en lista över fiktiva möss och råttor.
- Musse Pigg och Mimmi Pigg.
- Bernard och Bianca från filmerna Bernard och Bianca samt Bernard och Bianca i Australien.
- Husmusen i serietidningen Bamse.
- Hyresvärdsråttan Tjofsan i boken ”Nils Karlsson Pyssling” av Astrid Lindgren.
- Remy i filmen Råttatouille (engelska Ratatouille)
- Jerry i Tom och Jerry.
- Pinky och Hjärnan från den tecknade serien Animaniacs.
- Dundermusen
- Stuart Little
- Pip i Pellefant-serierna
- Norpan i Doktor Snuggles.
- Splinter i Teenage Mutant Ninja Turtles
- Biker Mice from Mars
- Frankie och Benjy från berättelsen Liftarens guide till galaxen
- Itchy från den animerade TV-serien Simpsons
- Speedy Gonzales från Looney Tunes